# Shelden Williams
Shelden DeMar Williams (ur. 21 października 1983 w Oklahoma City) – amerykański koszykarz występujący na pozycjach silnego skrzydłowego lub środkowego.
Został wybrany dwukrotnie najlepszym zawodnikiem szkół średnich stanu Oklahoma (Oklahoma Gatorade Player of the Year - 2001, 2002) oraz obrońcą (Oklahoma Defensive Player of the Year - 2000, 2001). W 2001 zaliczono go do IV składu Parade All-American, a rok później do EA Sports High School All-America.
15 grudnia 2007 został napadnięty przed swoim samochodem, tuż przed meczem z Charlotte Bobcats. Aresztowano dwóch napastników jeszcze tego samego dnia w Arbor Place Mall, w Douglas County (Georgia). Według zeznań oficera z Departamentu Policji Douglasville sprawcy znajdowali się w jego aucie, próbując je ukraść.
13 listopada 2008 został mężem koszykarki Candace Parker, z którą ma córkę Lailę. Osiem lat później wzięli rozwód, po trzymiesięcznej separacji.

## Osiągnięcia
Na podstawie, o ile nie zaznaczono inaczej.
NCAA
- Uczestnik:
  - NCAA Final Dour (2004)
  - rozgrywek Sweet 16 turnieju NCAA (2003–2006)
- Mistrz:
  - turnieju konferencji Atlantic Coast (ACC – 2003, 2005, 2006)
  - sezonu zasadniczego ACC (2004, 2006)
- Obrońca Roku NCAA według NABC (2005, 2006)[4]
- Most Outstanding Player (MOP=MVP) turnieju NIT Season Tip-Off (2006)
- Zaliczony do:
  - I składu:
    - All-American (2006)
    - ACC (2005, 2006)
    - defensywnego ACC (2004, 2005, 2006)
    - turnieju:
      - ACC (2004, 2005, 2006)
      - Great Alaska Shootout (2004)

  - II składu ACC (2004)
  - III składu All-American (2005 przez Associated Press)
- Lider ACC w[5]:
  - liczbie:
    - zbiórek (2004 – 314, 2006 – 384)
    - bloków (2004 – 111, 2005 – 122, 2006 – 137)
    - oddanych rzutów wolnych (2006 – 270)

  - średniej:
    - zbiórek (2005 – 11,2, 2006 – 10,7)
    - bloków (2004 – 3, 2005 – 3,7, 2006 – 3,8)

  - skuteczności rzutów za 2 punkty (2004 – 58,9%)

NBA
- Debiutant miesiąca NBA (kwiecień 2007)

Drużynowe
- 4. miejsce podczas mistrzostw Francji (2013)

Reprezentacja
- Mistrz uniwersjady (2005)
- Koszykarz Roku USA Basketball (2005)